# Nomada skinneri
Nomada skinneri är en biart som beskrevs av Cockerell 1908. Nomada skinneri ingår i släktet gökbin, och familjen långtungebin. Inga underarter finns listade i Catalogue of Life.